# Nitronaftalen
Zasugerowano, aby ten artykuł podzielić na różne artykuły – 1-Nitronaftalen i 2-Nitronaftalen.
Nitronaftalen – organiczny związek chemiczny, nitrowa pochodna naftalenu. Występuje w dwóch odmianach izomerycznych.
α-nitronaftalen (1-nitronaftalen), żółte igły o temperaturze topnienia 61 °C i o temperaturze wrzenia 304 °C. Związek jest nierozpuszczalny w wodzie, ale jest rozpuszczalny w etanolu i eterze.
Stosowany jest w przemyśle barwników, przede wszystkim do produkcji 1-naftyloaminy, oraz jako dodatek do olejów mineralnych w celu zamaskowania ich fluorescencji.
Otrzymywany przez nitrowanie naftalenu.
β-nitronaftalen (2-nitronaftalen), płatki lub igły o temperaturze topnienia 79 °C i o temperaturze wrzenia 314 °C. Związek jest nierozpuszczalny w wodzie, ale jest rozpuszczalny w etanolu i eterze. Wilgotne pary β-naftalenu mają zapach cynamonu.
Brak znaczącego zastosowania.